# アリシューザ (軽巡洋艦・初代)
|          |                                                              |
| 艦歴     |                                                              |
| 発注     |                                                              |
| 起工     | 1912年10月28日                                               |
| 進水     | 1913年10月25日                                               |
| 就役     | 1914年8月                                                    |
| 退役     |                                                              |
| その後   | 1916年2月11日に損傷、放棄                                    |
| 除籍     |                                                              |
| 性能諸元 |                                                              |
| 排水量   | 3,500トン                                                    |
| 全長     | 436 ft (133 m)                                               |
| 全幅     | 39 ft (12 m)                                                 |
| 吃水     | 13.5 ft (4.1 m)                                              |
| 機関     | パーソンズ式タービン ヤーロー缶8基、40,000 hp                |
| 最大速   | 28.5ノット (53 km/h)                                         |
| 乗員     | 318名                                                        |
| 兵装     | 6インチ砲3門 4インチ砲4門 3インチ砲2門 21インチ魚雷発射管8門 |

アリシューザ (HMS Arethusa) は1913年進水のイギリス海軍の軽巡洋艦。アリシューザ級。

## 艦歴
1912年10月28日起工。1913年10月25日進水。1914年8月就役。
第一次世界大戦ではヘルゴラント・バイト海戦（1914年8月28日）、クックスハーフェン空襲（1914年12月25日）、ドッガー・バンク海戦（1915年1月24日）に参加しており、ヘルゴラント・バイト海戦では大きな損害を受けた。
1916年2月11日、「アリシューザ」はフェリックスストウ沖で触雷し、沿岸に漂着後放棄された。この触雷により10人が死亡した。機雷はドイツ潜水艦「UC7」によって敷設されたものであった。